# Ruedo
 (avril 2023).
Si vous disposez d'ouvrages ou d'articles de référence ou si vous connaissez des sites web de qualité traitant du thème abordé ici, merci de compléter l'article en donnant les références utiles à sa vérifiabilité et en les liant à la section « Notes et références ».

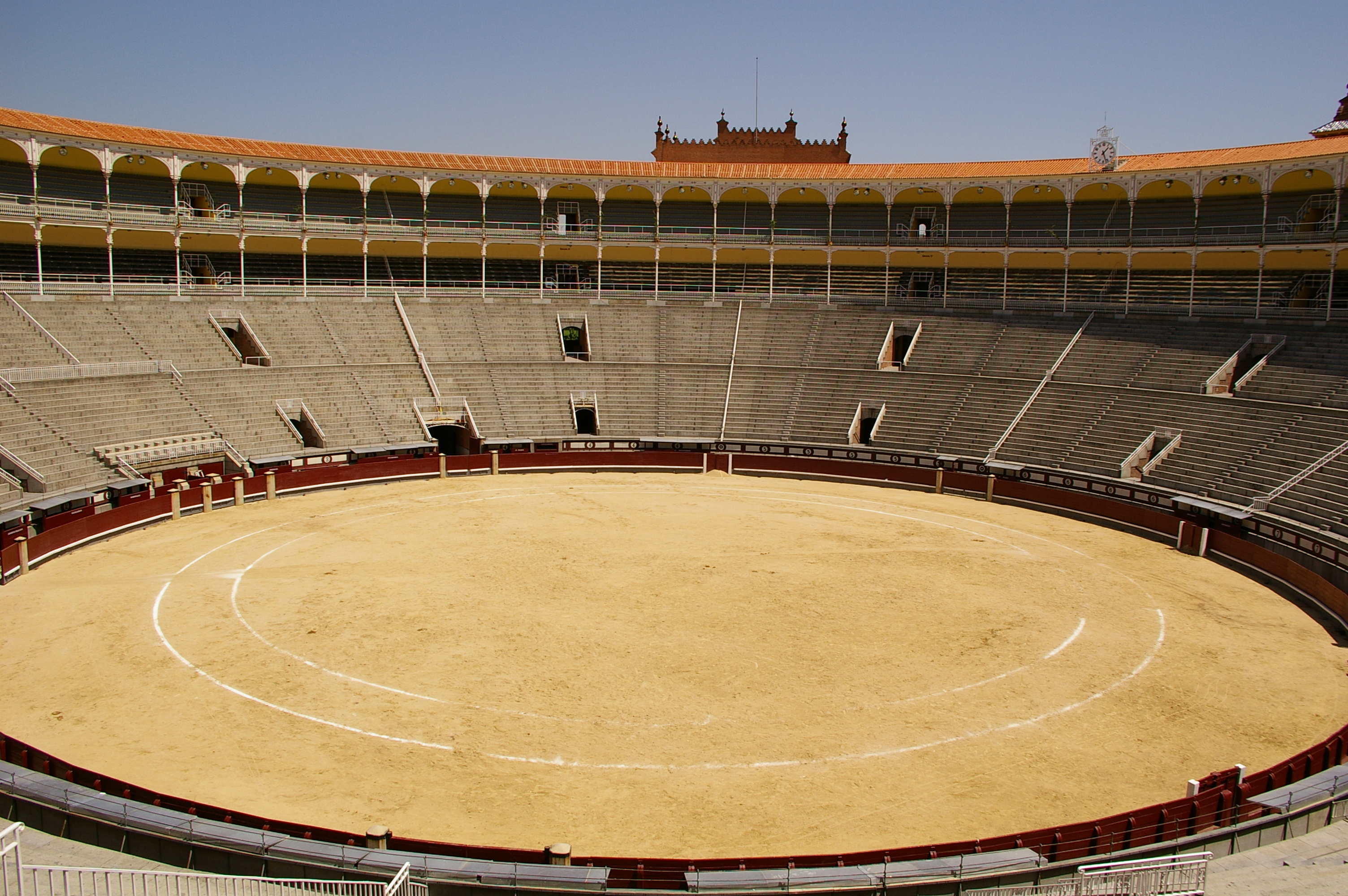
Le ruedo des arènes de Las Ventas de Madrid.

Le ruedo (ou redondel) désigne dans le monde de la tauromachie la piste couverte de sable (« arena », en espagnol) dans une arène.

## Présentation
Lieu du combat, le ruedo communique avec le toril, où sont tenus les taureaux avant d'entrer en piste. En cas de danger imminent, les toreros peuvent trouver refuge temporairement derrière un burladero, ou quitter le ruedo en sautant par-dessus la barrière dans le callejón.
À l'issue du combat, en cas d'ovation du public et de remise de récompenses, le matador fait un tour de piste (vuelta al ruedo) en longeant la barrière et saluant le public. Les spectateurs les plus enthousiastes lui envoient des bouquets de fleurs, leur chapeau, leur foulard, les dames, leurs éventails. Le matador garde les fleurs et renvoie les objets personnels à leurs propriétaires.
Dans certaines arènes, le fer et la devise (« couleurs ») de la ganadería sont dessinés en son centre avant chaque corrida.